# Артемчук, Максим Александрович
Максим Александрович Артемчук (род. 9 августа 1999, Санкт-Петербург) — российский футболист и функционер.

## Карьера
Воспитанник петербуржской СДЮШОР № 5. в 2014 году в качестве юного футболиста отправлялся на финал Лиги чемпионов в Португалию. В профессиональном футболе дебютировал за второй состав «Динамо» (Санкт-Петербург). На правах аренды выступал в Первой лиге Сербии за «Пролетер» (Нови-Сад). По итогам сезона команда россиянина заняла первое место в турнире и пробилась в Суперлигу. Позднее Артемчук возвращался в эту страну, где некоторое время выступал за «Златибор» из Чаетины.
В октябре 2020 года, после недолгого пребывания в «Коломне», форвард заключил контракт с клубом ФНЛ «Нефтехимик» (Нижнекамск). Через сезон футболист оказался в системе «Балтика», но, в основном, Артемчук играл за ее резервный состав в ФНЛ-2. За основу он сыграл в первенстве два матча. В конце июня 2022 года Артемчук в рамках аренды до конца сезона перешел в стан аутсайдера белорусской Высшей Лиги «Динамо-Брест». Уже в дебютном поединке в местной элите форвард забил единственный мяч в ворота «Витебска» (1:0), принеся своей команде первую победу в чемпионате.

## Достижения
- Победитель Первой лиги Сербии (1): 2017/18.